# Attaphila fungicola
Attaphila fungicola es una especie de cucaracha del género Attaphila, familia Ectobiidae, orden Blattodea.

## Distribución
Se distribuye por América del Norte: en el estado de Texas, Estados Unidos.

## Taxonomía
Fue descrita por Wheeler en 1900 y publicada en Wheeler. 1900. A new myrmecophile from the mushroom gardens of the Texan leaf-cutting ant. Amer. Natural. 34(No. 407):851-862.